# Liga Femenina Challenge 2023-24
La Liga Femenina Challenge de baloncesto 2023-24 fue la tercera edición de la segunda máxima competición de clubs femeninos de baloncesto en España, reemplazando hace dos temporadas a la Liga Femenina 2 que pasó al tercer escalafón. Comenzó el 30 de septiembre de 2023 con la primera jornada de la liga regular y terminó el 5 de mayo de 2024 en la final de la Final Four.
Desde la creación de la Liga Femenina Challenge la temporada 2021-22,  ha sido la primera vez en la historia con tres Ligas Femeninas FEB de ámbito nacional. Además, la pirámide de competiciones de clubes femeninos ha quedado equiparada a la de los masculinos.

## Sistema competición
Se mantuvo el mismo sistema inaugural de temporadas anteriores, la Liga Femenina Challenge se disputó bajo un único grupo de competición en el que sus 16 equipos se enfrentaron en una Liga Regular a ida/vuelta, con un total de 30 jornadas.
Plazas de ascenso: A la conclusión de la Liga Regular (J.30), el equipo que logró conquistar la primera plaza, ascendió de manera directa a la LF Endesa. Los equipos clasificados entre la segunda y la novena plaza accedieron a unos Playoffs en los que se puso en juego la segunda de ellas. Para ello, sus participantes disputaron una ronda de cuartos de final en formato ida/vuelta y tras la que, sus cuatro vencedores, se midieron en una Final Four en sede única (semifinales + final).
Plazas de descenso: Al término de la Liga Regular (J.30), los dos últimos clasificados de la competición (15.º y 16.º) descendieron a la Liga Femenina 2 de cara a la temporada 2024/25.

## Clubs participantes
Esta tercera temporada, los 16 equipos de la LF Challenge fueron los siguientes, un equipo descendido de la  Liga Femenina 22-23, 12 equipos de la temporada  anterior 22-23,  junto a 3 equipos ascendidos de la LF2 22-23:
| Equipo                                       | Ciudad      | Posición 22-23   |
| -------------------------------------------- | ----------- | ---------------- |
| Innova-TSN Leganés                           | Leganés     | Descenso LF 15.º |
| Recoletas Zamora                             | Zamora      | 2.º              |
| Vantage Towers Alcobendas                    | Alcobendas  | 3.º              |
| Club Joventut Badalona                       | Badalona    | 5.º              |
| La Cordá de Paterna NB                       | Paterna     | 6.º              |
| Alter Enersun Al-Qázeres Extremadura         | Cáceres     | 7.º              |
| CAB Estepona Jardín de la Costa del Sol      | Estepona    | 8.º              |
| Osés Construcción Ardoi                      | Zizur Mayor | 9.º              |
| Sernova Renovables Real Canoe                | Madrid      | 10.º             |
| Vega Lagunera Toyota Adareva Tenerife        | La Laguna   | 11.º             |
| Melilla Ciudad del Deporte La Salle          | Melilla     | 12.º             |
| Lima-Horta Barcelona                         | Barcelona   | 13.º             |
| Picken Claret                                | Valencia    | 14.º             |
| Unicaja Mijas                                | Málaga      | Ascenso LF2      |
| Talenom Boet Mataró                          | Mataró      | Ascenso LF2      |
| Azul Marino Viajes Mallorca Palma Sant Josep | Palma       | Ascenso LF2      |

## Liga Regular
| | Equipo                                       | J  | G  | P  | PF   | PC   | DP   | Puntos |
| --- | -------------------------------------------- | -- | -- | -- | ---- | ---- | ---- | ------ |
| 1 | Osés Construcción Ardoi                      | 30 | 24 | 6  | 1996 | 1811 | 185  | 54     |
| 2 | Recoletas Zamora                             | 30 | 23 | 7  | 2091 | 1803 | 288  | 53     |
| 3 | Club Joventut Badalona                       | 30 | 22 | 8  | 2136 | 1735 | 401  | 52     |
| 4 | La Cordá de Paterna NB                       | 30 | 22 | 8  | 1971 | 1821 | 150  | 52     |
| 5 | CAB Estepona Jardín de la Costa del Sol      | 30 | 20 | 10 | 2011 | 1759 | 252  | 50     |
| 6 | Innova-TSN Leganés                           | 30 | 18 | 12 | 1939 | 1782 | 157  | 48     |
| 7 | Vantage Towers Alcobendas                    | 30 | 17 | 13 | 2039 | 1927 | 112  | 47     |
| 8 | Alter Enersun Al-Qázeres Extremadura         | 30 | 16 | 14 | 2088 | 2087 | 1    | 46     |
| 9 | Azul Marino Viajes Mallorca Palma Sant Josep | 30 | 13 | 17 | 1897 | 1945 | -48  | 43     |
| 10 | Sernova Renovables Real Canoe                | 30 | 13 | 17 | 1896 | 2022 | -126 | 43     |
| 11 | Melilla Ciudad del Deporte La Salle          | 30 | 12 | 18 | 1894 | 1938 | -44  | 42     |
| 12 | Vega Lagunera Toyota Adareva Tenerife        | 30 | 12 | 18 | 1883 | 1960 | -77  | 42     |
| 13 | Unicaja Mijas                                | 30 | 10 | 20 | 1954 | 2100 | -146 | 40     |
| 14 | Picken Claret                                | 30 | 9  | 21 | 1842 | 2097 | -255 | 39     |
| 15 | Lima-Horta Barcelona                         | 30 | 6  | 24 | 1630 | 2026 | -396 | 36     |
| 16 | Talenom Boet Mataró                          | 30 | 3  | 27 | 1684 | 2138 | -454 | 33     |
| Fuente: Federación Española de Baloncesto: Clasificación de la Liga Femenina Challenge; actualización automática |                                              |    |    |    |      |      |      |        |

## Playoffs
La fase final se celebró en Estepona, Málaga, el 4 y 5 de mayo.  En ella, el Club Joventut Badalona lograría el ascenso tras derrotar al equipo local por 64 a 55, lo que supondría el regreso a la máxima categoría del baloncesto 53 años después. A ellas se sumaría el Osés Construcción Ardoi, como ganador de la liga regular.
|  | Cuartos de final            | Cuartos de final            | Cuartos de final            | Cuartos de final            | Cuartos de final         | Cuartos de final         |                          |                          | Semifinales              | Semifinales              | Semifinales              | Semifinales | Semifinales | Semifinales |  |  | Final | Final | Final | Final | Final | Final |
|  |                             |                             |                             |                             |                          |                          |                          |                          |                          |                          |                          |             |             |             |  |  |       |       |       |       |       |       |
|  |                             |                             |                             |                             |                          |                          |                          |                          |                          |                          |                          |             |             |             |  |  |       |       |       |       |       |       |
|  |                             |                             |                             |                             |                          |                          |                          |                          |                          |                          |                          |             |             |             |  |  |       |       |       |       |       |       |
|  | 9 AMVM Palma Sant Josep     | 9 AMVM Palma Sant Josep     | 9 AMVM Palma Sant Josep     | 9 AMVM Palma Sant Josep     | 69                       | 68                       |                          |                          |                          |                          |                          |             |             |             |  |  |       |       |       |       |       |       |
|  | 9 AMVM Palma Sant Josep     | 9 AMVM Palma Sant Josep     | 9 AMVM Palma Sant Josep     | 9 AMVM Palma Sant Josep     | 69                       | 68                       |                          |                          |                          |                          |                          |             |             |             |  |  |       |       |       |       |       |       |
|  | 2 Recoletas Zamora          | 2 Recoletas Zamora          | 2 Recoletas Zamora          | 2 Recoletas Zamora          | 73                       | 71                       |                          |                          |                          |                          |                          |             |             |             |  |  |       |       |       |       |       |       |
|  | 2 Recoletas Zamora          | 2 Recoletas Zamora          | 2 Recoletas Zamora          | 2 Recoletas Zamora          | 73                       | 71                       | 2 Recoletas Zamora       | 2 Recoletas Zamora       | 2 Recoletas Zamora       | 2 Recoletas Zamora       | 2 Recoletas Zamora       | 50          |             |             |  |  |       |       |       |       |       |       |
|  |                             |                             |                             |                             |                          |                          | 2 Recoletas Zamora       | 2 Recoletas Zamora       | 2 Recoletas Zamora       | 2 Recoletas Zamora       | 2 Recoletas Zamora       | 50          |             |             |  |  |       |       |       |       |       |       |
|  |                             | 5 CAB Estepona JCS          | 5 CAB Estepona JCS          | 5 CAB Estepona JCS          | 5 CAB Estepona JCS       | 5 CAB Estepona JCS       | 53                       |                          |                          |                          |                          |             |             |             |  |  |       |       |       |       |       |       |
|  | 6 Innova-TSN Leganés        | 6 Innova-TSN Leganés        | 6 Innova-TSN Leganés        | 6 Innova-TSN Leganés        | 5 CAB Estepona JCS       | 5 CAB Estepona JCS       | 53                       | 65                       | 53                       |                          |                          |             |             |             |  |  |       |       |       |       |       |       |
|  | 6 Innova-TSN Leganés        | 6 Innova-TSN Leganés        | 6 Innova-TSN Leganés        | 6 Innova-TSN Leganés        |                          |                          |                          |                          |                          |                          |                          |             |             |             |  |  |       |       |       |       |       |       |
|  | 5 CAB Estepona JCS          | 5 CAB Estepona JCS          | 5 CAB Estepona JCS          | 5 CAB Estepona JCS          | 61                       | 59                       |                          |                          |                          |                          |                          |             |             |             |  |  |       |       |       |       |       |       |
|  | 5 CAB Estepona JCS          | 5 CAB Estepona JCS          | 5 CAB Estepona JCS          | 5 CAB Estepona JCS          | 61                       | 59                       | 5 CAB Estepona JCS       | 5 CAB Estepona JCS       | 5 CAB Estepona JCS       | 5 CAB Estepona JCS       | 5 CAB Estepona JCS       | 55          |             |             |  |  |       |       |       |       |       |       |
|  |                             |                             |                             |                             |                          |                          | 5 CAB Estepona JCS       | 5 CAB Estepona JCS       | 5 CAB Estepona JCS       | 5 CAB Estepona JCS       | 5 CAB Estepona JCS       | 55          |             |             |  |  |       |       |       |       |       |       |
|  |                             | 3 Club Joventut Badalona    | 3 Club Joventut Badalona    | 3 Club Joventut Badalona    | 3 Club Joventut Badalona | 3 Club Joventut Badalona | 64                       |                          |                          |                          |                          |             |             |             |  |  |       |       |       |       |       |       |
|  | 8 AE Al-Qázeres Extremadura | 8 AE Al-Qázeres Extremadura | 8 AE Al-Qázeres Extremadura | 8 AE Al-Qázeres Extremadura | 3 Club Joventut Badalona | 3 Club Joventut Badalona | 64                       | 51                       | 63                       |                          |                          |             |             |             |  |  |       |       |       |       |       |       |
|  | 8 AE Al-Qázeres Extremadura | 8 AE Al-Qázeres Extremadura | 8 AE Al-Qázeres Extremadura | 8 AE Al-Qázeres Extremadura |                          |                          |                          |                          |                          |                          |                          |             |             |             |  |  |       |       |       |       |       |       |
|  | 3 Club Joventut Badalona    | 3 Club Joventut Badalona    | 3 Club Joventut Badalona    | 3 Club Joventut Badalona    | 68                       | 68                       |                          |                          |                          |                          |                          |             |             |             |  |  |       |       |       |       |       |       |
|  | 3 Club Joventut Badalona    | 3 Club Joventut Badalona    | 3 Club Joventut Badalona    | 3 Club Joventut Badalona    | 68                       | 68                       | 3 Club Joventut Badalona | 3 Club Joventut Badalona | 3 Club Joventut Badalona | 3 Club Joventut Badalona | 3 Club Joventut Badalona | 59          |             |             |  |  |       |       |       |       |       |       |
|  |                             |                             |                             |                             |                          |                          | 3 Club Joventut Badalona | 3 Club Joventut Badalona | 3 Club Joventut Badalona | 3 Club Joventut Badalona | 3 Club Joventut Badalona | 59          |             |             |  |  |       |       |       |       |       |       |
|  |                             | 4 La Cordá de Paterna NB    | 4 La Cordá de Paterna NB    | 4 La Cordá de Paterna NB    | 4 La Cordá de Paterna NB | 4 La Cordá de Paterna NB | 54                       |                          |                          |                          |                          |             |             |             |  |  |       |       |       |       |       |       |
|  | 7 Vantage Towers Alcobendas | 7 Vantage Towers Alcobendas | 7 Vantage Towers Alcobendas | 7 Vantage Towers Alcobendas | 4 La Cordá de Paterna NB | 4 La Cordá de Paterna NB | 54                       | 70                       | 44                       |                          |                          |             |             |             |  |  |       |       |       |       |       |       |
|  | 7 Vantage Towers Alcobendas | 7 Vantage Towers Alcobendas | 7 Vantage Towers Alcobendas | 7 Vantage Towers Alcobendas |                          |                          |                          |                          |                          |                          |                          |             |             |             |  |  |       |       |       |       |       |       |
|  | 4 La Cordá de Paterna NB    | 4 La Cordá de Paterna NB    | 4 La Cordá de Paterna NB    | 4 La Cordá de Paterna NB    | 56                       | 69                       |                          |                          |                          |                          |                          |             |             |             |  |  |       |       |       |       |       |       |
|  | 4 La Cordá de Paterna NB    | 4 La Cordá de Paterna NB    | 4 La Cordá de Paterna NB    | 4 La Cordá de Paterna NB    | 56                       | 69                       |                          |                          |                          |                          |                          |             |             |             |  |  |       |       |       |       |       |       |

## Postemporada
Ascendieron a Liga Femenina:
- Osés Construcción Ardoi (Campeonas).
- Club Joventut Badalona (Subcampeonas).

Descendieron de Liga Femenina:
- Barça CBS (descendió al intercambiar su plaza con el  Spar Gran Canaria que había descendido a Liga Femenina Challenge).[5]
- (  Embutidos Pajariel Bembibre PDM descendió y no se inscribió en ninguna categoría).[6]

Descendieron a Liga Femenina 2:
- Talenom Boet Mataró.
- (  Lima-Horta Barcelona no descendió al ocupar la vacante por la renuncia del  Picken Claret).

Renunciaron a la Liga Femenina Challenge:
- Vantage Towers Alcobendas (se inscribió en Primera División Fem).[7]
- Picken Claret.[8]

Ascendieron desde Liga Femenina 2:
- Domusa Teknik ISB.
- Fustecma NBF Castelló.
- CB Arxil (al ocupar la vacante por la renuncia del  Embutidos Pajariel Bembibre PDM).
- Horbisa Spirit Greenkw Barakaldo (al ocupar vacantes).